# ریچارد آرنولد
ریچارد آرنولد (انگلیسی: Richard Arnold; ۱۲ آوریل ۱۸۲۸ – ۸ نوامبر ۱۸۸۲) فرد نظامی اهل ایالات متحده آمریکا بود.